# Tebing Kampung
Tebing Kampung is een bestuurslaag in het regentschap Ogan Komering Ulu van de provincie Zuid-Sumatra, Indonesië. Tebing Kampung telt 945 inwoners (volkstelling 2010).